# 凱文·希契科克
凱文·希契科克 （英語：Kevin Hitchcock，1962年10月5日—），退役英格蘭職業足球運動員。於球員生涯期間曾經代表曼斯菲尔德城、切尔西和北安普顿，在聯賽上場近300次。

## 球員生涯
凱文·希契科克在倫敦景寧鎮出生，先效力非聯賽球會巴肯。在1983年以£15,000價格加盟诺丁汉森林，期間外借至曼斯菲尔德城，並在1984年夏天以£140,000轉投該球會。希契科克效力了曼斯菲尔德城四個球季，並助球隊在1986年晉級至英格蘭足球丁級聯賽。1987年英格蘭聯賽錦標中，他參與了大部份比賽並助球隊在決賽以PK大戰中救出兩個點球，擊敗布里斯托尔城奪冠。
1988年3月希契科克以£250,000價格加盟切尔西，並在3月26日對南安普顿賽事中首次上場，以1-0落敗。希契科克在2001年離開切尔西，期間共在聯賽上場96次，其中4次是以替補上場，最後一次是在1999年5月對熱刺。希契科克因長期受到傷患困擾，限制了他的比賽機會。之後他轉投沃特福德出任守門員教練，而當時沃特福德主教練正好是前切尔西教練詹卢卡·维亚利。

## 教練生涯
退役後他轉投沃特福德出任守門員教練，而當時沃特福德主教練正好是前切尔西教練詹卢卡·维亚利。2004年離開沃特福德後，他前往布莱克本流浪者擔任守門員教練，與前切尔西隊友及時任布莱克本流浪者主教練马克·休斯團聚。在2008年兩人轉投曼城。2009年休斯被辭退後，他亦離開球會。
2010年3月，他出任西汉姆联守門員教練一職，但在6月他與史蒂夫·克拉克一同離開球會。2010年8月他出任富勒姆的首席守門員教練，再度與马克·休斯團聚，但在2011年6月因马丁·乔尔出任富勒姆新主教練而離開。2012年1月，希契科克出任女王公园巡游者的守門員教練，再一次與马克·休斯團聚。

## 個人生活
凱文·希契科克的兒子湯姆也是一名足球員。

## 外部連結
- 足球数据库：凱文·希契科克的球员统计数据